# Питхалкора

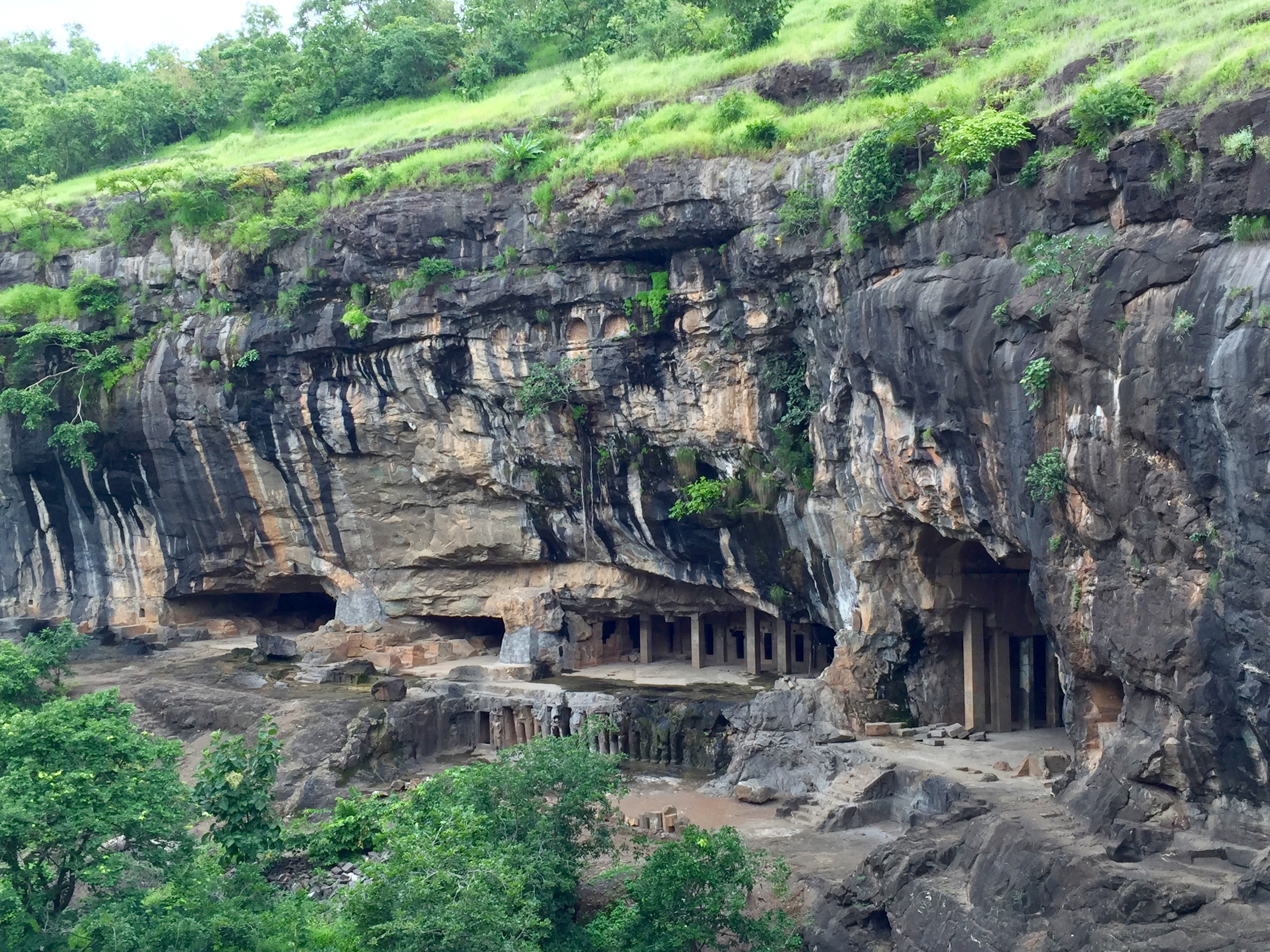
Питхалкора

Питхалкора — пещерный храмовый комплекс в холмах Самтала хребта Сахьядри, в сельской местности в 78 км на северо-запад от Аурангабада, штат Махараштра, Индия.
Состоит из 13 пещер II века до н. э. с позднейшими добавлениями V—VI веков. Комплекс целиком посвящён буддизму тхеравады, это крупнейший сохранившийся тхеравадинский пещерный комплекс.
Некогда Питхалкора лежала на торговом пути, который также соединял более поздние Аджанту и Эллору.
Он знаменует новый этап в буддийском искусстве: предшествующие храмы как правило украшены значительно проще, тогда как рельефы на фасадах Питхалкоры несут элементы подчёркнутой изысканности.